# Scena di neve ad Argenteuil
Scena di neve ad Argenteuil è un dipinto di Claude Monet. Eseguito nel 1875, è conservato nella National Gallery di Londra.

## Descrizione
Si tratta di uno dei diciotto dipinti che Monet eseguì per immortalare l'eccezionale nevicata che colpì Argenteuil nell'inverno 1874-75. Il centro della composizione è il boulevard Saint-Denis, dove il pittore viveva; l'essenzialità dell'impianto compositivo e disegnativo è motivata dalla ricerca della resa atmosferica, caratterizzata da una quasi monocromia giocata sulle sfumature dei grigi e dei blu.